# Melanagromyza felis
Melanagromyza felis är en tvåvingeart som beskrevs av Spencer 1973. Melanagromyza felis ingår i släktet Melanagromyza och familjen minerarflugor.
Artens utbredningsområde är Bahamas. Inga underarter finns listade i Catalogue of Life.